# Sektor (Antarktika)

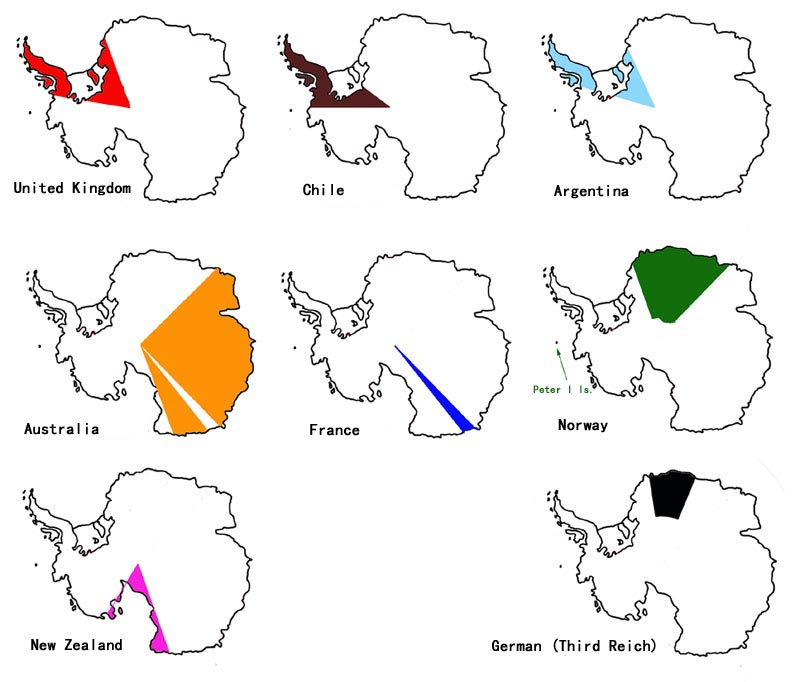
9 antarktische Sektoren

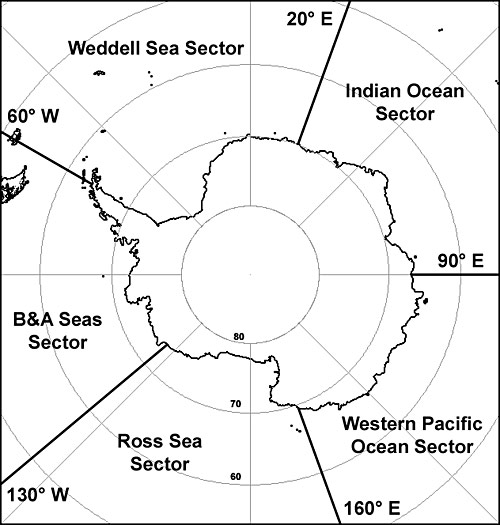
5 antarktische Sektoren

Ein Sektor des Kontinentes Antarktika ist eine Region oder ein Teil dieses Erdteiles im geographischen Sinne. In der Literatur wird das Bemühen, eine Landesteilung bzw. Partitionierung des Süd- wie auch des Nordpolargebietes in geographische Einheiten in Form von Kreissektoren („Tortenstücke“) anzustreben, als Sektor-Prinzip bzw. -Theorie (englisch sector principle, sector theory) bezeichnet.
Die Definition solcher Einheiten Antarktikas berührt im Unterschied zu einigen anderen geographischen Sektoren mehrere Inhaltsbereiche bzw. erdkundliche Sachgebiete, u. a. die Geodäsie und Politische Geographie.

## Geographische Einteilung

### Geographische Ortsnamen -bzw. angaben

#### Insel bzw. Küste
Die ersten Positionierungen auf dem Kontinent fanden 1821 statt. Fabian Gottlieb von Bellingshausen benannte zwei Inseln vor bzw. an der antarktischen Halbinsel, am 10. Januar die Peter-I.-Insel und 28. Januar Alexander-I.-Insel. Es folgte Jules Dumont d’Urville 1840 mit der Bezeichnung der entdeckten Côte de Clarie.

#### Küste
Ab 1840 erhielten wie die Côte de Clarie (Siehe weiter unten Tabellen) weitere Küstenabschnitte – Namen:
- 35 vom Festland,
- 12 der antarktischen Halbinsel und
- 6 am inneren Rossmeer

Somit waren für die gesamte Küstenlinie des antarktischen Festlandes Bezeichnungen vorhanden. Der landeinwärts gerichtete Beginn der Grenzen zwischen den einzelnen Küstenabschnitten ist im U.S. Board on Geographic Names. der U.S. Geological Surveyist in Winkelmaß (bei einer Genauigkeit von Bogengrad und Bogenminute) angegeben. Das ermöglicht eine geographische Verortbarkeit im Gradnetz der Erde. Überschneidungen gab es lediglich bei der Benennung der Берег Правды durch die UdSSR in den 1950ern zu der zu einem früheren Zeitpunkt proklamierten Kaiser-Wilhelm-II.-Küste des gleichnamigen Landes.
Dafür wurden in den jeweiligen Landessprachen die Begriffe russisch Берег, englisch Coast, französisch Côte und norwegisch Kyst äquivalent zum deutschsprachigen Begriffsinhalt von Küste verwendet. An die Côte de Clarie grenzt der Küstenabschnitt der Côte de la terre Adélie, wo J. D. d’Urville ebenfalls landete. Daraus wurde das Terre Adélie, der Sektor des französischen Gebietsanspruches.

#### Land
Die dritte der großen Gruppen von Ortsnamen- bzw. angaben sind Länder, wie das eben erwähnte Terre Adélie bzw. Adelieland. Hier heißen die Äquivalente russisch Земля bzw. französisch Terre.
Zwar waren Proklamationen von Gebietsansprüchen im 19. Jahrhundert selten, doch für die Entdeckungsreisen begann ein Trend, dass die Antarktisexpeditionen nicht nur auf Entdeckung aus waren, sondern auch die formale Übernahme des Besitzes der entdeckten Ländereien zum Ziel hatten.

#### Sektor

##### Clements Markhams Sektoren

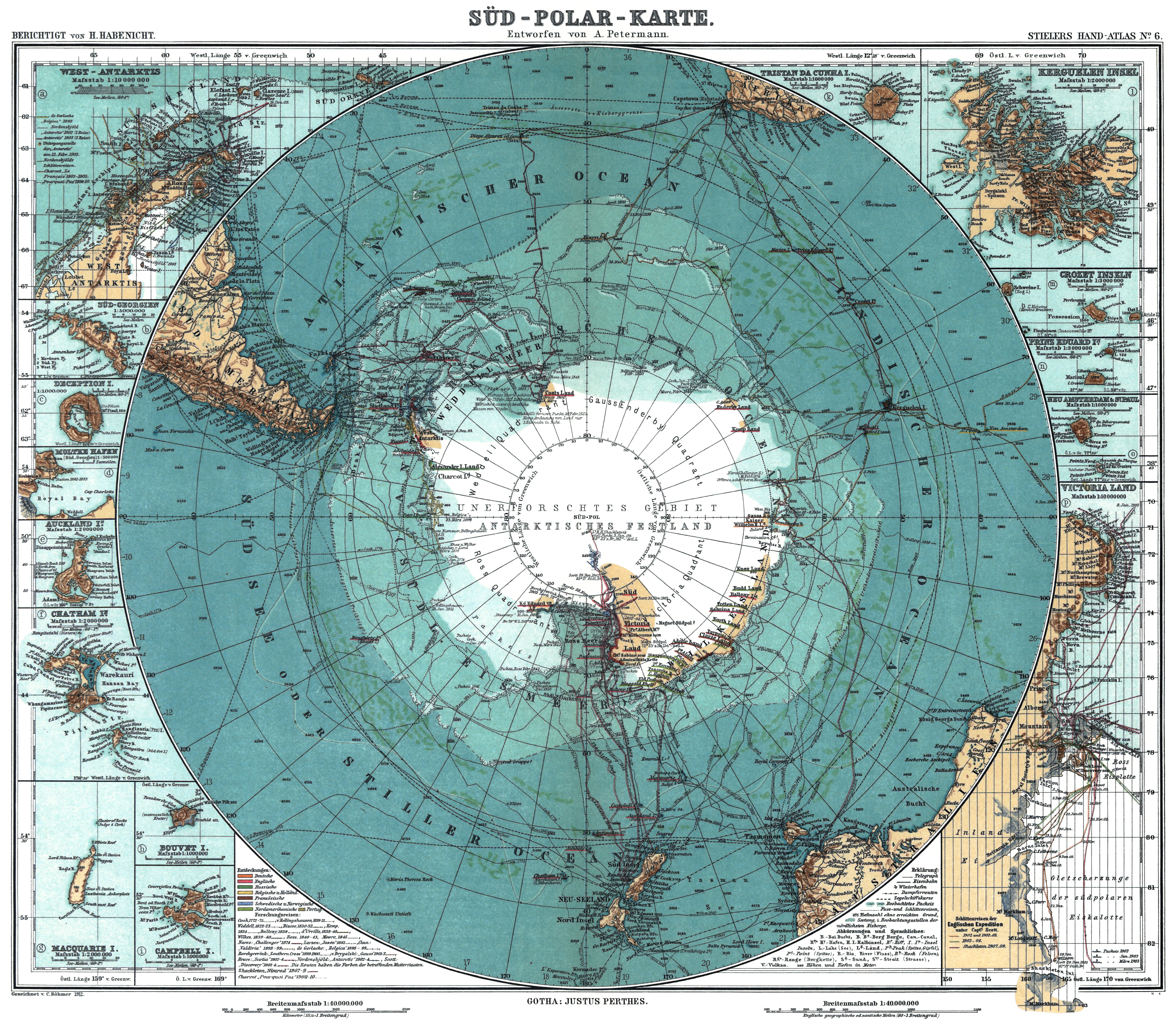
Sektoren bzw. Quadranten 1912

Die älteste Landesteilung des Kontinentes in Sektoren basiert auf vier Sektoren mit einem Winkelmaß von jeweils 90°. Diese Kreisviertel sind zugleich Quadranten und dementsprechend heißen die geographischen Einheiten dieser Einteilung antarktische Quadranten.
Neben anderen schlug der britische Geograph Clements Markham eine solche Landesteilung vor, seine Partitionierung stammt aus dem Jahre 1899.

##### Ozeanischer Sektor
Für Wissenschaften, beispielsweise die Zoologie, erfolgte eine – auf die jeweils angrenzenden Ozeane basierende – Teilung der Gewässer um Antarktika. Der pazifische befindet sich zwischen 130° Ost 50° West und der atlantische und indische Ozeansektor dementsprechend zwischen 50° West 130° Ost. Wobei die Angaben um ± 10° differieren. Der Indikteil reicht z. B. je nach literarischen Quellen von 60° bis 90° Ost und von 60° bis 100° Ost.

##### Sektor ≤ 90°

Sektoren:
Ross Dependency
Australian Antarctic Territory
Adélieland
Dronning Maud Land
British Antarctic Territory
Chilenisches Antarktisterritorium
Argentinisches Antarktisterritorium

Auf das Konzept der vier 90° Sektoren bzw. Quadranten folgten weitere Teilungvorschläge. Dabei verkleinerte sich (abgesehen vom größeren Teil des Australischen Antarktis-Territorium) das Winkelmaß der Kreissektoren, auf unter 90°. Im Westen und im Osten durch jeweils ausgewählte Längengrade begrenzt, konvergierten die Einheiten am geographischen Südpol. Bei beiden Teilungen, Sektoren mit 90° oder kleiner als 90°, ist der Kreismittelpunkt der Südpol. Dieser ist damit ein Mehrländereck, und zwar ein Vierländereck bei einem 90°-Teilungsmodell sowie ein Mehrländereck höheren Grades bei mehr als vier Sektoren mit jeweils einem kleineren Winkelmaß als 90°.

## Politische Geographie

### Geschichtlicher Überblick
Ab 1908 begannen mehrere Staaten Gebietsansprüche für Teile des Kontinents Antarktika zu formulieren. Diese nationalen Forderungen (mit Ausnahme der von Norwegen beanspruchten Peter-I.-Insel) sind mehrere Kreis-Sektoren, also „Tortenstücke“, deren Anzahl mit der Anzahl der Anspruchsteller variiert. In der Literatur sind Begriffe wie „Kuchenstücke“ u. Ä. zu finden (englisch pie slices, pie pieces oder pie-shaped sectors bounded by meridians). Wobei das Australische Antarktis-Territorium aus zwei durch das französisch beanspruchte Adélieland getrennten Sektoren besteht. Die britischen, chilenischen und argentinischen Sektoren überlappen sich weitgehend.
Aufgrund des Antarktisvertrags ruhen die nationalen Gebietsansprüche südlich des 60. Breitengrads seit dessen Inkrafttreten am 23. Juni 1961.

## Tabellen

### Küstenabschnitte
| Name                                          | Ortsangabe             |
| --------------------------------------------- | ---------------------- |
| Antarktische Halbinsel (Ostküste):            |                        |
| Nordenskjöld Coast                            | 58°50'–61°01'West      |
| Oscar II Coast                                | 61°01'–62°37'W         |
| Foyn Coast                                    | 62°37'–65°16'W         |
| Bowman Coast                                  | 65°16'–62°56'W         |
| Wilkins Coast                                 | 62°56'–61°23'W         |
| Black Coast                                   | 61°23'–59°54'W         |
| Name                                          | Ortsangabe             |
| Antarktische Halbinsel-Palmerland (Ostküste): |                        |
| Lassiter Coast                                | 59°54'–62°20'W         |
| Orville Coast                                 | 62°20'–69°40'W         |
| Zumberge Coast                                | 69°40'′–78°30'W        |
| Übergang von West- zu Osts-Antarktika:        |                        |
| Queen Elizabeth Land                          |                        |
| Antarktisches Festland (Ostküste):            |                        |
| Prinzregent Luitpold Küste                    | 36°–27°54'W            |
| Caird Coast                                   | 27°54'–20°W            |
| Kronprinsesse Märtha Kyst                     | 20°West– 5° Ost        |
| Prinsesse Astrid Kyst                         | 5°–20° Ost             |
| Prinsesse Ragnhild Kyst                       | 20°–34°O               |
| Prins Harald Kyst                             | 34°–40°O               |
| Kronprins Olav Kyst                           | 40°–44°38'O            |
| Kemp Coast                                    | 56°25'–59°34'O         |
| Mawson Coast                                  | 59°34'–66°54'O         |
| L. Christensen Kyst                           | 66°54'–71°O            |
| I. Christensen Kyst                           | 72°33'–81°24'O         |
| Leopold og Astrid Kyst                        | 81°24'–87°43'O         |
| Берег Правды K.-Wilhelm-II.-Küste             | 88°–100°O 87°43–91°54' |
| Queen Mary Coast                              | 91°54'–100°30'O        |
| Knox Coast                                    | 100°31′–109°16′O       |
| Budd Coast                                    | 109°16'–115°33'O       |
| Sabrina Coast                                 | 115°33'–122°05'O       |
| Banzare Coast                                 | 122°05'–130°10'O       |
| Côte de Clarie                                | 130°10'–136°11'O       |
| Côte de la terre Adélie (Côte Adélie)         | 136°11'–142°02'O       |
| George V Coast                                | 148°02'–153°45'O       |
| Oates Coast                                   | 153°45'–164°09'O       |
| Pennell Coast                                 | 164°09'–170°14'O       |
| Borchgrevinkkysten                            | 170°14'–165°25'O       |
| Scott Coast                                   | 165°25'–169°O          |

| Name                                           | Ortsangabe        |
| ---------------------------------------------- | ----------------- |
| Antarktische Halbinsel (Westküste):            |                   |
| Davis Coast                                    | 59°24'–61°02'West |
| Côte de Danco                                  | 61°02'–63°47'W    |
| Graham Coast                                   | 63°47'–65°53'W    |
| Côte Loubet                                    | 65°53'–67°05'W    |
| Côte Fallières                                 | 67°05'–68°51'W    |
| Antarktische Halbinsel-Palmerland (Westküste): |                   |
| Rymill Coast                                   | 68°51'–66°47'W    |
| English Coast                                  | 66°47'–79°45'W    |
| Name                                           | Ortsangabe        |
| Antarktisches Festland (Westküste):            |                   |
| Bryan Coast                                    | 79°45'–89°35'W    |
| Eights Coast                                   | 89°35'–103°24'W   |
| Walgreen Coast                                 | 103°24'–114°12'W  |
| Bakutis Coast                                  | 114°12'–127°35'W  |
| Hobbs Coast                                    | 127°35'–136°50'W  |
| Ruppert Coast                                  | 136°50'–146°31'W  |
| Saunders Coast                                 | 146°31'–158°01'W  |
| Shirase Coast                                  | 157°54'–151°W     |
| Name                                           | Ortsangabe        |
| Inneres Rossmeer (Ross Dependency):            |                   |
| Siple Coast                                    | 151°–≈153°W       |
| Gould Coast                                    | ≈153°W–168°       |
| Amundsen Coast                                 | 168°–167°22'W     |
| Dufek Coast                                    | 167°22'W.–172°45' |
| Shackleton Coast                               | 172°45'–160°45'O  |
| Hillary Coast                                  | 160°45'–169°O     |
| Anschluss siehe Scott Coast                    |                   |